# 台灣第一生化科技
台灣第一生化科技股份有限公司（簡稱：台灣第一生化科技），是台灣嘉義縣民雄鄉一間從事飲料製造業的公司，隸屬於耐斯企業旗下，成立於1999年12月9日，主要生產茶類飲料，為台灣主要的茶類代工廠商之一。不同於位於民雄工業區的母公司耐斯企業以及關係企業台灣新日化，台灣第一生化科技與母公司愛之味、關係企業愛健生命科學同位於民雄工業區飽和後新闢之頭橋工業區。

## 歷史沿革
- 2015年3月5日，愛之味釋股台灣第一生化科技股票上市[1]。
- 2019年，台灣第一生化科技參股雷虎科技私募普通股案，成為雷虎大股東之一。其後台灣第一生化科技並與雷虎科技合作成立矽膠射出工廠，負責飲料瓶蓋生產。

## 代工產品
- 順開科技 生活系列
- 愛之味 麥仔茶、多纖微礦麥仔茶、鮮採番茄汁、分解茶(山苦瓜、秋薑黃)、可力噢竹炭水、沖繩久米島深海微礦水、OKINA-DEEP-S12益生菌補給飲
- 愛健生命科學 萬丹紅紅豆水、黑豆水、御白玉薏仁水、雙健茶王蜜香烏龍
- 全家便利商店 FamilyMart Collection
  - 生茶
  - 金萱二十七
  - 雙倍奶茶
  - 黑糖薑茶
  - 金桔檸檬
  - 古早味紅茶
  - 尼爾吉里藍山莊園奶茶
  - 尼爾吉里藍山莊園紅茶
- 全家便利商店獨賣飲品
  - 四紅果茶
  - 珍煮丹黑糖奶茶
- 雀巢茶品
  - 檸檬茶
  - 翡翠檸檬蜜茶
  - 雪梨茶
  - 蜜香漾烏龍
  - 沖繩黑糖奶茶
  - 雙倍濃郁巧克力奶茶
  - 雙倍濃郁阿薩姆奶茶
  - 阿薩姆慢火奶茶
  - 錫蘭原葉紅茶
- 保力達 水蠻牛
- 黑松黃金麥茶
- 味丹企業
  - 青草茶
  - 冬瓜茶
  - 檸檬冬瓜茶
- 台灣朝日飲料十六茶

## 交通
嘉義市公車
| 路線                    | 業者     | 行先                         | 停靠站             |
| ----------------------- | -------- | ---------------------------- | ------------------ |
| 忠孝新民幹線A （紅A線） | 國光客運 | 彌陀夜市－民雄工業區服務中心 | 民雄工業區服務中心 |

公路客運
| 路線 | 業者       | 行先       | 停靠站 |
| ---- | ---------- | ---------- | ------ |
| 7316 | 嘉義縣公車 | 嘉義－崙子 | 愛之味 |

## 外部連結
- （繁體中文） 台灣第一生化科技股份有限公司 （页面存档备份，存于）